# Rökticka
Rökticka (Bjerkandera fumosa) är en svampart som först beskrevs av Christiaan Hendrik Persoon, och fick sitt nu gällande namn av Petter Adolf Karsten 1879. Enligt Catalogue of Life ingår Rökticka i släktet Bjerkandera,  och familjen Meruliaceae, men enligt Dyntaxa är tillhörigheten istället släktet Bjerkandera,  och familjen Hapalopilaceae. Arten är reproducerande i Sverige. Inga underarter finns listade i Catalogue of Life.

## Bildgalleri

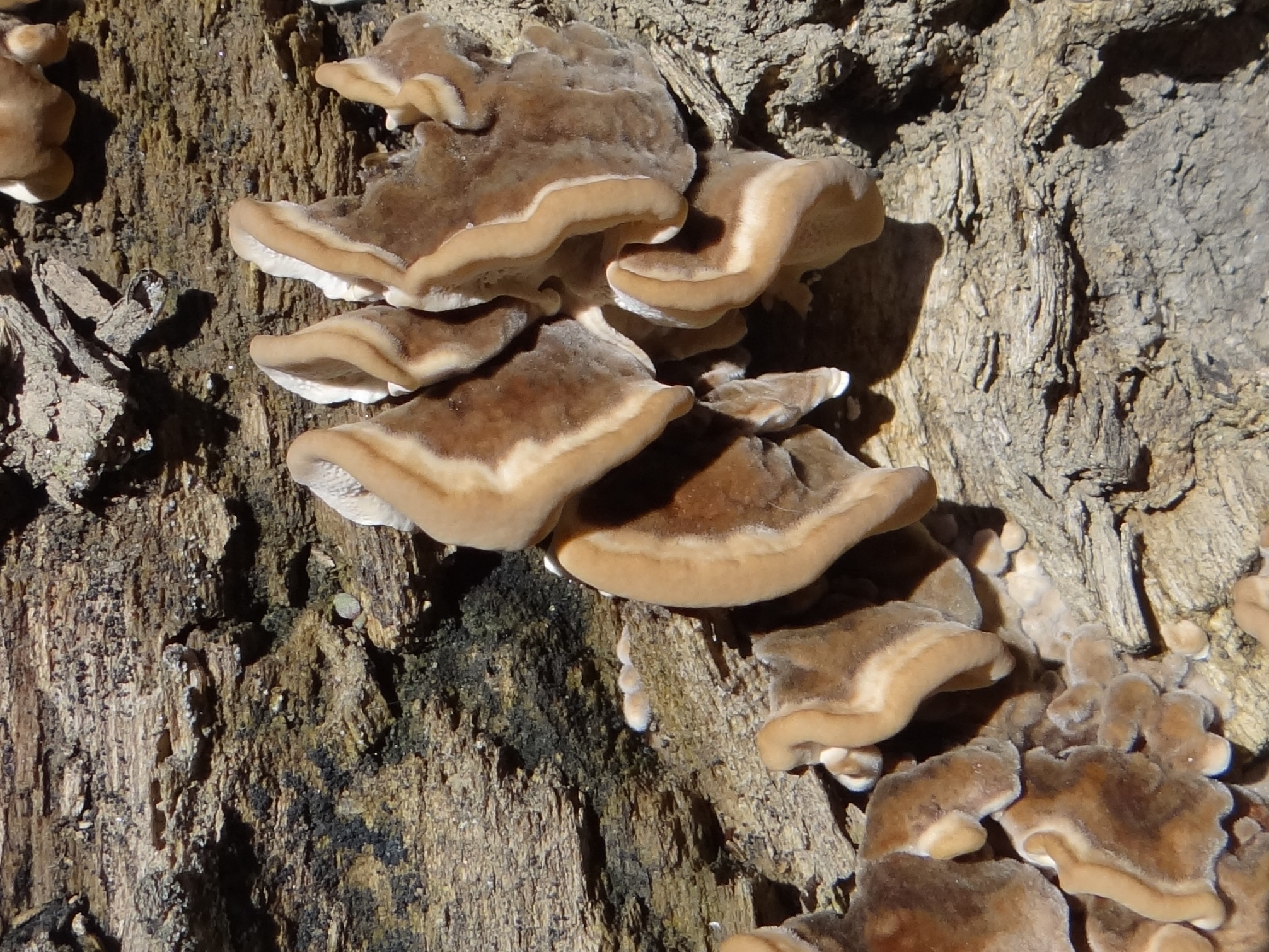
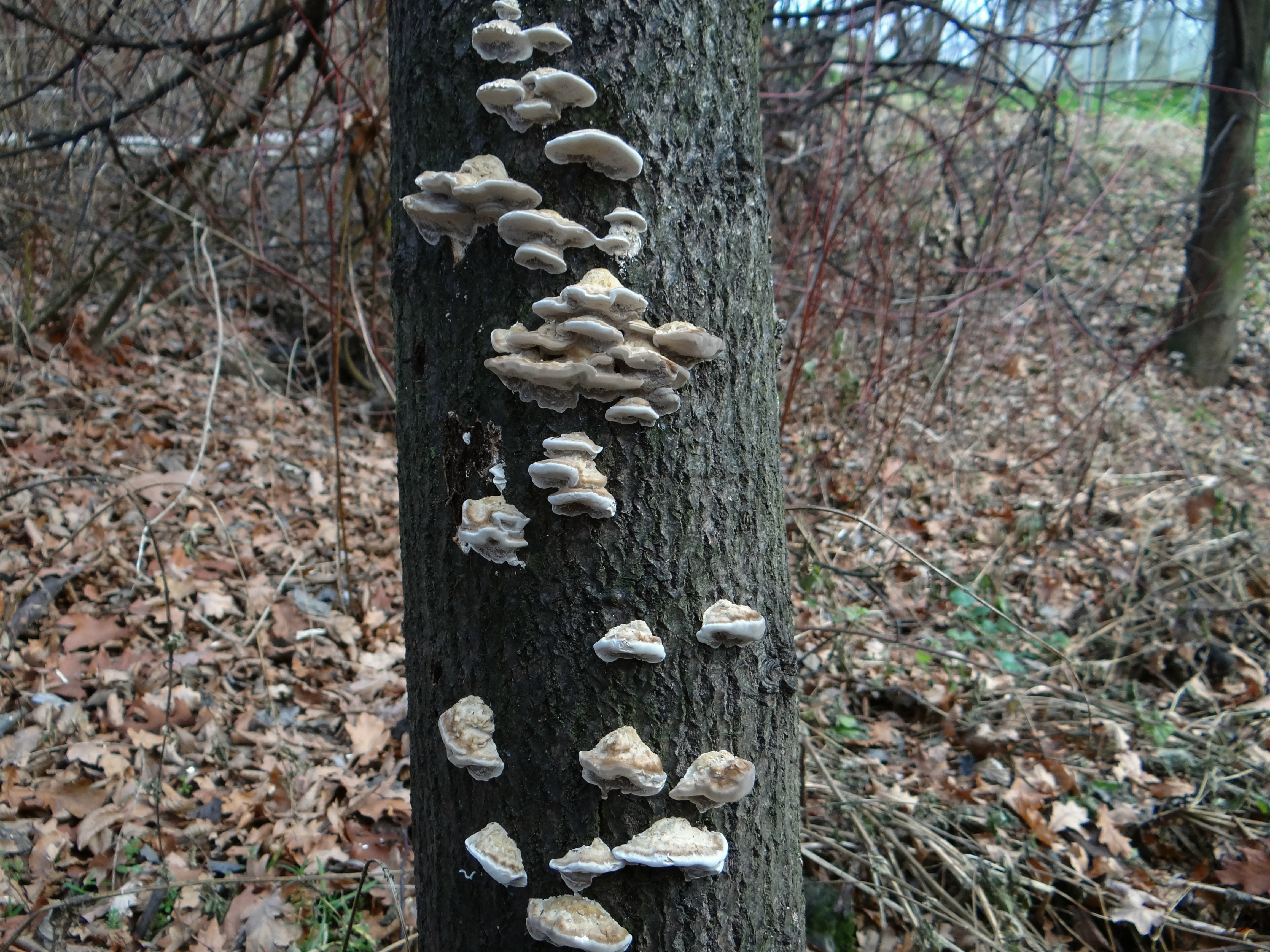
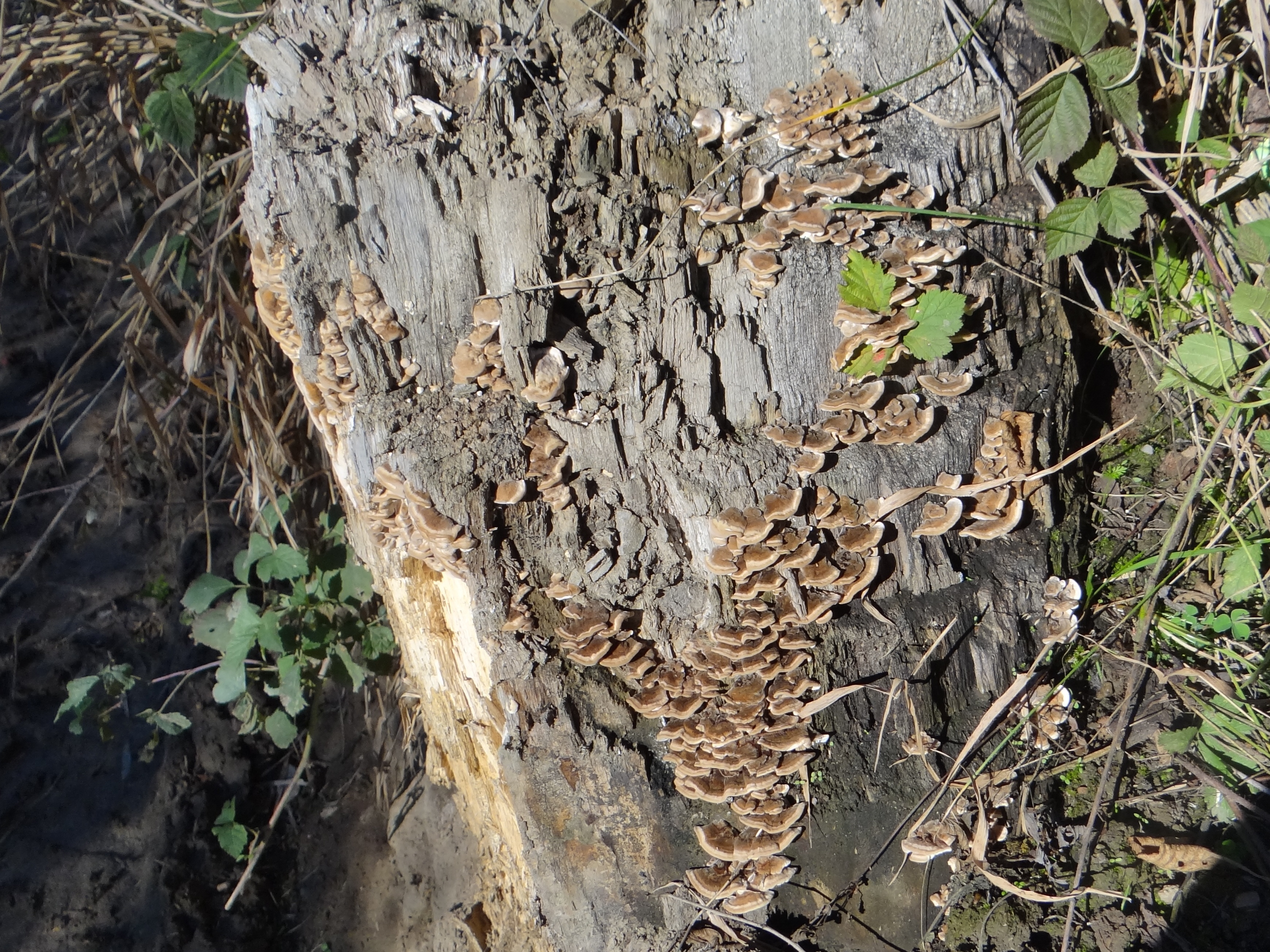
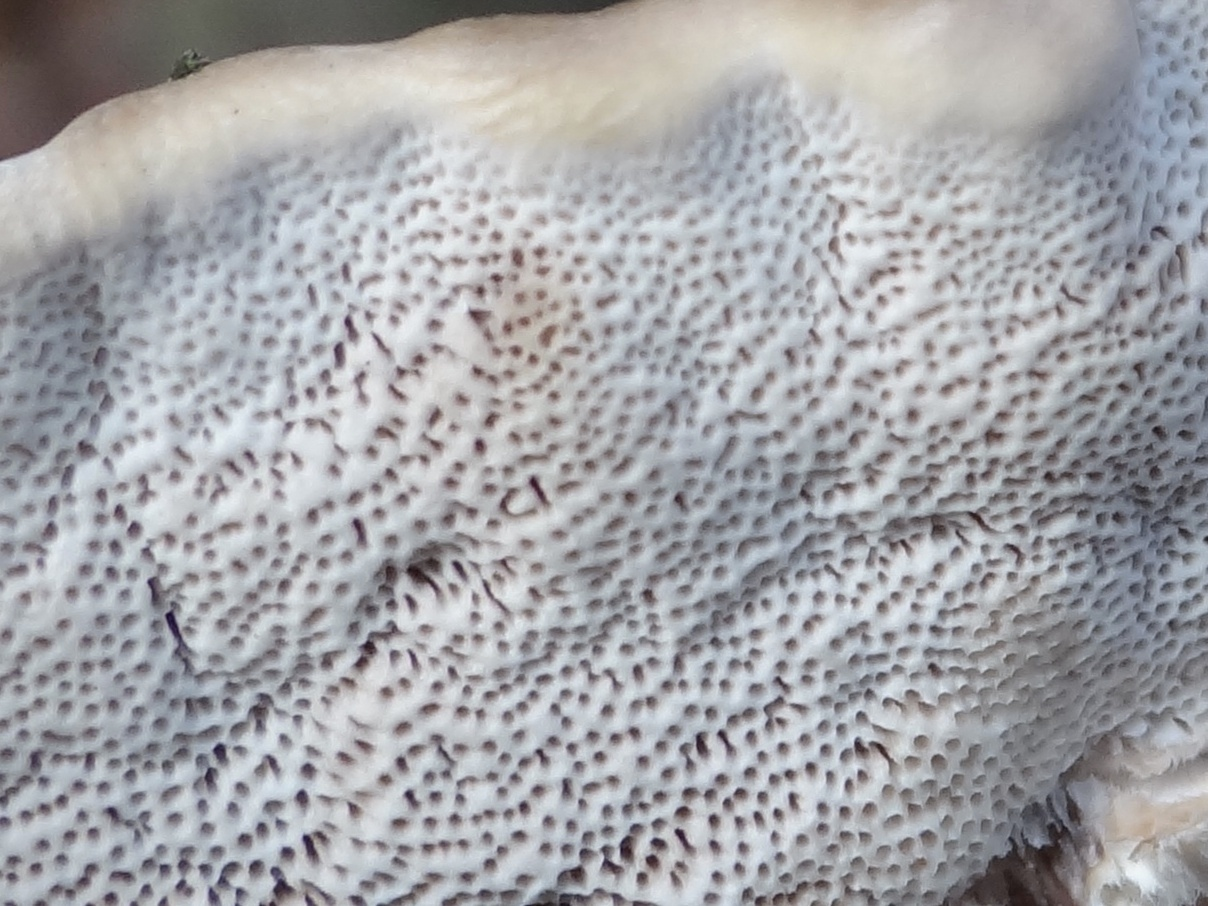